# Thalion Software
Thalion Software GmbH, německá softwarová firma, která se specializovala na herní segment.

## Vznik
Firma byla založena v říjnu roku 1988 členy různých Demo Crews (skupiny tvořící softwarová audio-video dema pro různé akce za maximálního „ždímání“ hardware) v Güterslohu ve východním Vestfálsku. Původně se zabývala tvorbou her pro počítače Atari ST, v průběhu několika následujících let, s rozšiřováním herní scény, vyráběla hry také pro počítače Amiga a PC.

## Cíl
Cílem bylo programovat hry s maximálním využitím dostupného hardware (svého času např. Blitter, zvukový systém Atari STE a dalšího). Díky Thalionu se staly běžnými doplňky syntetizovaný hlas, vylepšené zvukové a grafické efekty, do té doby obvyklé pouze v grafických demech (např. Sync-Scrolling, více než 512 barev na obrazovce, podpora Atari ST/STE atd.)

## Vydané hry
- A320 Airbus
- A320 Airbus: Edition USA
- Ambermoon
- Amberstar
- A prehistoric Tale
- Atomix
- Chambers of Shaolin
- Dragonflight
- Enchanted Land
- Ghost Battle
- Leavin' Teramis
- Lethal Xcess
- Lionheart
- No Second Prize
- Seven Gates of Jambala
- Tangram
- Tower FRA
- Trex Warrior: 22nd Century Gladiator
- Warp
- Wings of Death

## Konec
Navzdory kvalitním produktům se Thalionu nepodařilo vydělat dostatečné množství peněz na své fungování, což znamenalo její konec. Jeden ze zakladatelů, Holger Flötmann, následně založil firmu Ascaron.